# Tlapa de Comonfort (comune)
Tlapa de Comonfort è un comune del Messico, situato nello stato di Guerrero.